# نادي روش نوار
 نادي سبورتينغ روش نوار  نادي رياضي مغربي من مدينة الدار البيضاء يمارس في دوري الدرجة الرابعة المغربي.